# Liberales Institut

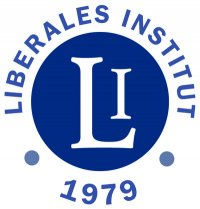
Logo des Liberalen Instituts

Das Liberale Institut ist eine Schweizer Denkfabrik mit Sitz in Zürich sowie Geschäftsstellen in Lausanne und Lugano.

## Geschichte und Tätigkeiten
Die Stiftung wurde 1979 gegründet und verbreitet am Liberalismus orientiertes Gedankengut und behandelt Grundsatzfragen von aktueller Relevanz. Es setzt sich für wirtschaftliche Freiheit und eine auf Eigentum und dezentrale Organisation gebaute Gesellschaft ein. Dazu führt es öffentliche Veranstaltungen durch und gibt Schriften heraus.
Das Institut wurde Ende 2007 statutarisch neu organisiert. Vom 1. Januar 2008 bis 30. Juni 2020 war Pierre Bessard Direktor des Instituts. Seit 1. Juli 2020 führt Olivier Kessler das Liberale Institut als Direktor. Vorsitzender des Stiftungsrates ist der Rechtsanwalt Daniel Eisele, weitere Stiftungsratsmitglieder sind Robert Nef (langjähriger ehemaliger Leiter und Stiftungsratspräsident), die Unternehmer Daniel Model und Sandro Piffaretti, die Publizisten Claudia Wirz und Beat Gygi, der Pfarrer Peter Ruch, der Ökonom Pierre Bessard (Vizepräsident des Stiftungsrates) sowie die Universitätsprofessoren Christoph Frei (Vizepräsident des Stiftungsrates) und Victoria Curzon-Price (ehemalige Präsidentin der Mont Pèlerin Society).
Das Institut (seit 2008 als gemeinnützig anerkannt und steuerbefreit) und wird ausschliesslich durch private Zuwendungen finanziert.
Aufgrund von Kritischen Fragen von Medien verlangte die Universität Zürich im April 2024 einen Sicherheitsdienst für eine Veranstaltung mit dem Referenten Markus Krall, worauf dieser Vortrag nicht an der Universität stattfand.
Das Liberale Institut veranstalte eine Konferenz gemeinsam mit dem Verein EIKE, der als Zentrum der politisch aktiven und organisierten Klimawandelleugnerszene in Deutschland bekannt ist. Bessard und Nef unterzeichneten 2009 als Vertreter des Instituts eine Stellungnahme u. a. mit Fred Singer mit dem Titel „Die Klimakatastrophe findet nicht statt“. (Siehe auch: Ereignisse im Vorfeld der UN-Klimakonferenz in Kopenhagen 2009.)

## Organisation
Der Stiftungsrat erneuert sich per Kooptation und wählt einen Präsidenten und einen Vizepräsidenten aus seiner Mitte sowie den Direktor des Instituts. 

## Einordnung
Der Philosoph Georg Kohler, einst Mitglied des Instituts, kritisierte die Institution in einem Essay für das Tages-Anzeiger-Magazin als «einseitig wirtschaftsliberal» und der «staatskritisch-antizentralistischen Lehre» verschrieben.

## Röpke-Preis
Die Stiftung vergibt den Röpke-Preis für Zivilgesellschaft. Die bisherigen Preisträger sind:
- 2010: der Bankier Karl Reichmuth
- 2011: der Publizist Beat Kappeler
- 2012: der Ökonom Bruno Frey
- 2013: der Ökonom Charles B. Blankart
- 2014: der Ökonom Peter Bernholz
- 2015: die Ökonomin Victoria Curzon-Price
- 2016: der Publizist Andreas Oplatka
- 2017: der Wirtschaftsprofessor Franz Jaeger
- 2018: der Rechtsprofessor Martin Lendi
- 2019: der Wirtschaftshistoriker Tobias Straumann
- 2020: der Publizist Gerhard Schwarz
- 2021: der Gesundheitsökonom Werner Widmer
- 2022: der Journalist Dominik Feusi
- 2023: die Rechtsprofessorin und Politikerin Suzette Sandoz
- 2024: der Unternehmer und Politiker Kaspar Villiger
- 2025: der Ökonom und Politiker Javier Milei

## Publikationen
Das Institut veröffentlicht neben Studien, Papers und Briefings die Buchreihe Edition Liberales Institut.
- Liberalismus 2.0: Wie neue Technologien der Freiheit Auftrieb verleihen. Zürich 2021.
- Null-Risiko-Gesellschaft: Zwischen Sicherheitswahn und Kurzsichtigkeit. Zürich 2021.
- Mutter Natur und Vater Staat: Freiheitliche Wege aus der Beziehungskrise. Zürich 2020.
- 64 Klischees der Politik: Klarsicht ohne rosarote Brille. Zürich 2020.
- Explosive Geldpolitik: Wie Zentralbanken wiederkehrende Krisen verursachen. Zürich 2019.
- Zu teuer: Warum wir für unser Gesundheitswesen zu viel bezahlen. Zürich 2019.
- Staatliche Regulierung: Wie viel und überhaupt? Zürich 2018.
- Markt für Bildung – Die Vorteile von Vielfalt und Wettbewerb. Zürich 2017.
- Wilhelm Röpke heute. Zürich 2017.
- Befreit die Unternehmer! Der (einzige) Weg zum Wohlstand. Zürich 2015.
- Europa: Die Wiederentdeckung eines grossen Erbes. Zürich 2015.
- Schweizer Politik im ökonomischen Praxistest. Zürich 2014.
- Nachteil Erbschaftssteuer. Zürich 2013.
- Heilung für das Gesundheitswesen: Von der Umverteilung zur Vorsorge. Zürich 2013.
- Das Ende der Armut: Chancen einer globalen Marktwirtschaft. Zürich 2012.
- Dem Schweizer Liberalismus auf der Spur. Zürich 2011.
- Sackgasse Sozialstaat: Alternativen zu einem Irrweg. Zürich 2011.
- Aus Schaden klug? Ursachen der Finanzkrise und notwendige Lehren. Zürich 2009.
- Natürliche Verbündete: Marktwirtschaft und Umweltschutz. Zürich 2009.